# Кырымал, Мустафа Эдиге
Мустафа́ Эдиге́ Кырыма́л (Шинке́вич) (крымскотат. Mustafa Edige Qırımal (Szynkiewicz); 1911—1980) — крымскотатарский общественный деятель литовскотатарского происхождения, в годы Второй мировой войны представлявший интересы крымских татар перед властями нацистской Германии и участвовавший в работе подконтрольного немецким оккупационным властям мусульманского комитета. Председатель Крымскотатарского национального центра. Входил в состав Симферопольского мусульманского комитета, созданного нацистами на территории оккупированного Крыма.

## Биография
Родился в Бахчисарае. По происхождению — литовский татарин, племянник муфтия мусульман Литвы. Перед Первой мировой его семья переехала в Крым. Учился в Симферопольском педагогическом институте. Позднее переехал в Азербайджан, затем в Иран, после ареста, суда и казни Вели Ибраимова. С 1932 года жил в Стамбуле, через два года переехал в Вильнюс. В 1934 поступил в Вильнюсский университет, а в 1939 окончил его.
После начала Второй мировой войны вернулся в Турцию. В декабре 1941 года прибыл в Берлин, где из крымскотатарских эмигрантов пытался создать национальное представительство, лояльное нацистской Германии. В ноябре-декабре 1942 году был в оккупированном Крыму, вошёл в состав Симферопольского мусульманского комитета. В январе 1943 года официально признан Третьим рейхом как председатель Крымскотатарского национального центра. С ноября 1943 года — в Крымскотатарском бюро при Министерстве оккупированных восточных областей. 17 марта 1945 года Кырымал и его центр признаны правительством Германии единственными официальными представителями крымских татар.

Мустафа Эдиге Кырымал с женой

В 1952 получил докторскую степень в Университете Вильгельма в Мюнстере.
После войны жил в Западной Германии. В 1954—1972 годах работал в Институте по изучению истории и культуры СССР в Мюнхене. Автор книг «Трагедия Крыма» (англ. The Tragedy of Crimea; 1951), «Национальная борьба крымских тюрок» (нем. Der Nationale Kampf der Krimtürken; 1952), «Турецкая резня в Крыму» (тур. Kırım'da Türk Katliamı; 1962).

## Захоронение. Посмертная критика

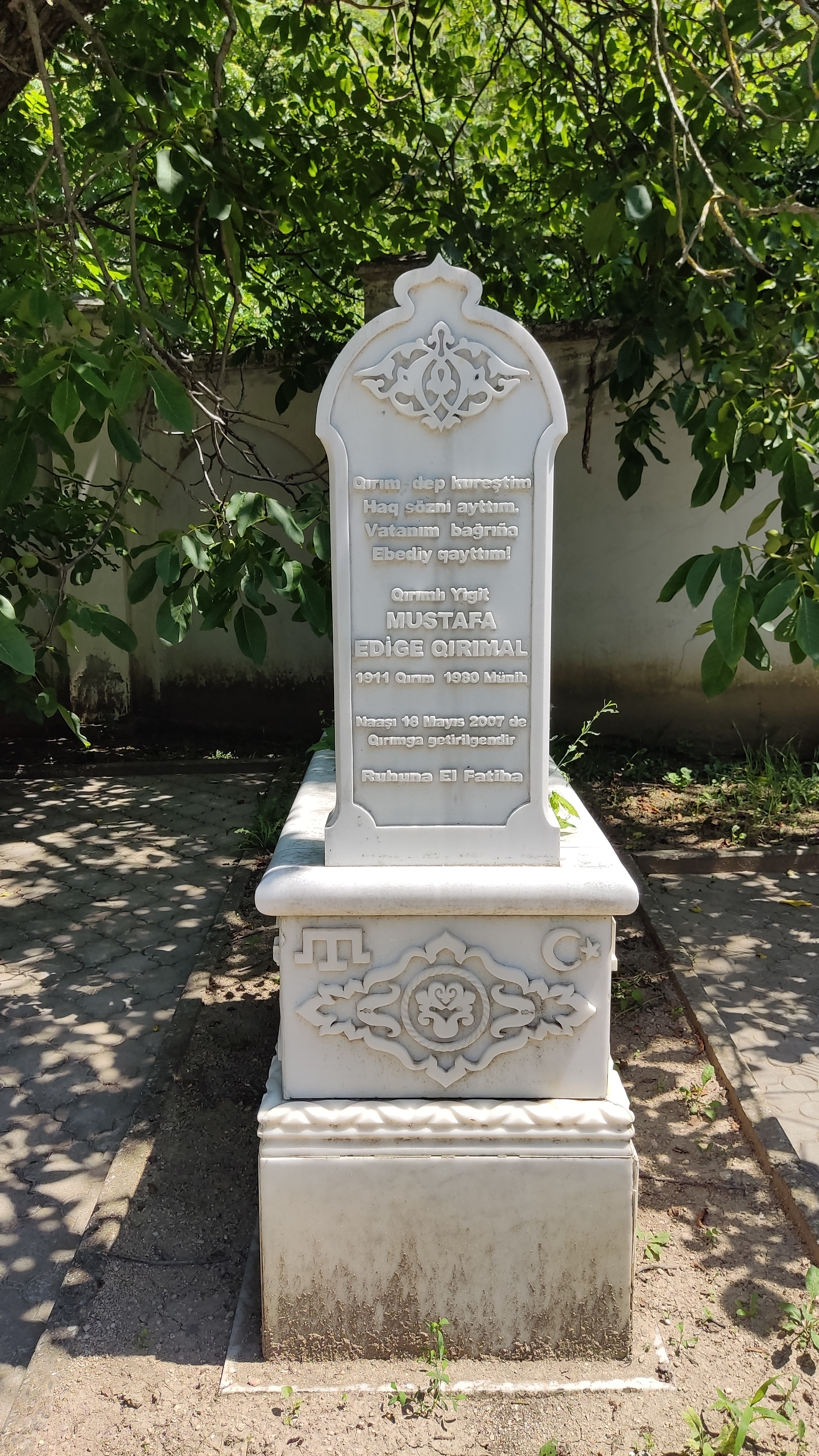
Могила в Бахчисарае, 2021 год

Умер и похоронен в Германии в 1980 году. В мае 2007 года перезахоронен в Крыму в Бахчисарае, на территории, прилегающей к Зынджирлы-медресе, активистами меджлиса, которые провозгласили его «выдающимся государственным деятелем крымскотатарского народа». Перезахоронение было встречено критикой со стороны ряда политиков. Так, депутат Верховной Рады Леонид Грач назвал мероприятие «профашистской акцией». Однако депутат Мустафа Джемилев, напротив, одобрил перезахоронение.

## Письменные работы
- Edige Mustafa Kirimal.  = The Tragedy of Crimea. — Eastern Quarterly 4 (1), 1951. — P. 38—46.
- Der nationale Kampf der Krimturken. Emsdetten/Westfalen, 1952.
- «Kirimda Sovyetlerin din Siyaseti» [The Soviet policy on religion in Crimea]. Dergi 1 (1955): 55-67.
- «1917 ihtilalinden sonra Kirim-Turk ailesiyle kadinin durumu» [The status of Crimean-Turk family and womanhood after the 1917 revolution]. Dergi 3 (1955): 13-30.
- «The Crimean Turks.» In: Genocide in the USSR: Studies in Group Destruction ed. N.K. Deker and A. Lebed. Munich: Institute for the Study of the USSR, 1958, pp. 20-29.
- «Kirim’da topyekun tehcir ve katliam» [Mass deportations and massacres in Crimea]. Dergi 5 (1956): 1-22. Also in: Emel 15 (1963): 35-40; 16 (1963): 32-40; 18 (1963): 21-25.
- «Mass deportations and massacres in Crimea.» Cultura Turcica 1 (2) (1964): 253-65.
- Crimea and the historic past of Crimean Turks = Kirim ve Kirim Turklerinin tarihi gecmisi. — 1966. — P. 64—71.
- «Carlik Rusyasi hakimiyeti altinda Kirim» [Crimea under the Tsarist Russian rule]. Dergi 46 (1966): 51-61.
- «Kirim Turklerinin milli-kurtulus hareketi» [National liberation movement of Crimean Turks]. Dergi 47 (1967): 63-72.
- «Kirim Turklerinin 1917—1920 ihtilal yillarinda milli kurtulus hareketi» [Crimean Tatar national liberation movement during the revolutionary years of 1917—1920]. Dergi 48 (1967): 55-69.
- «Sovyet Rusya hakimiyeti altinda Kirim» [Crimea under the Soviet Russian rule]. Dergi 49 (1967): 59-66.
- «The Crimean Tatars.» Studies on the Soviet Union, n.s. 1 (10) (1970): 70-97.
- «Kirim Turkleri» [Crimean Turks/Tatars]. Dergi 59 (1970): 3-22.
- «Ismail Bey Gaspirali.» Dergi 62 (1970): 60-64.